# Traktat w Karłowicach

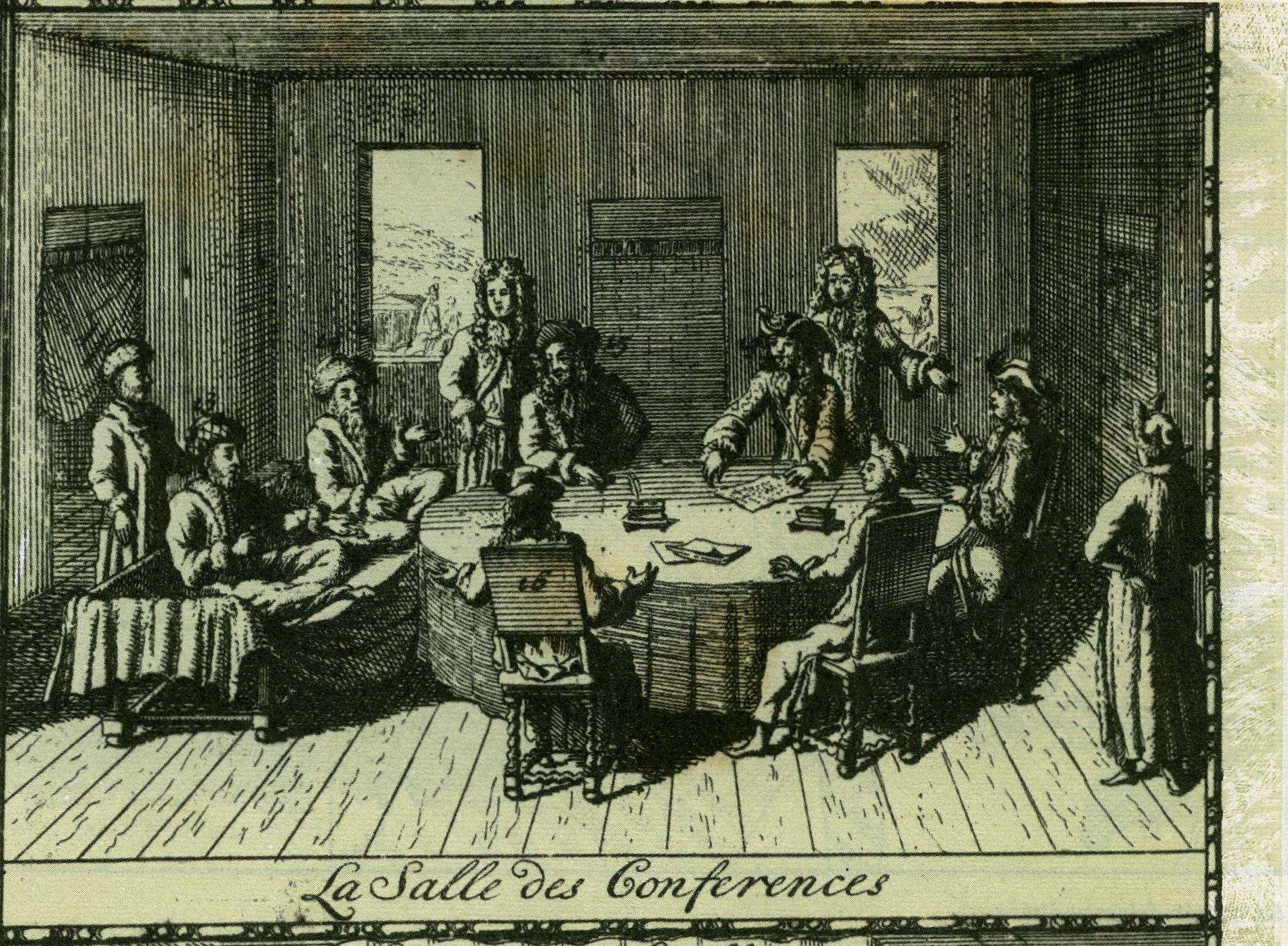
Negocjacje w sprawie traktatu

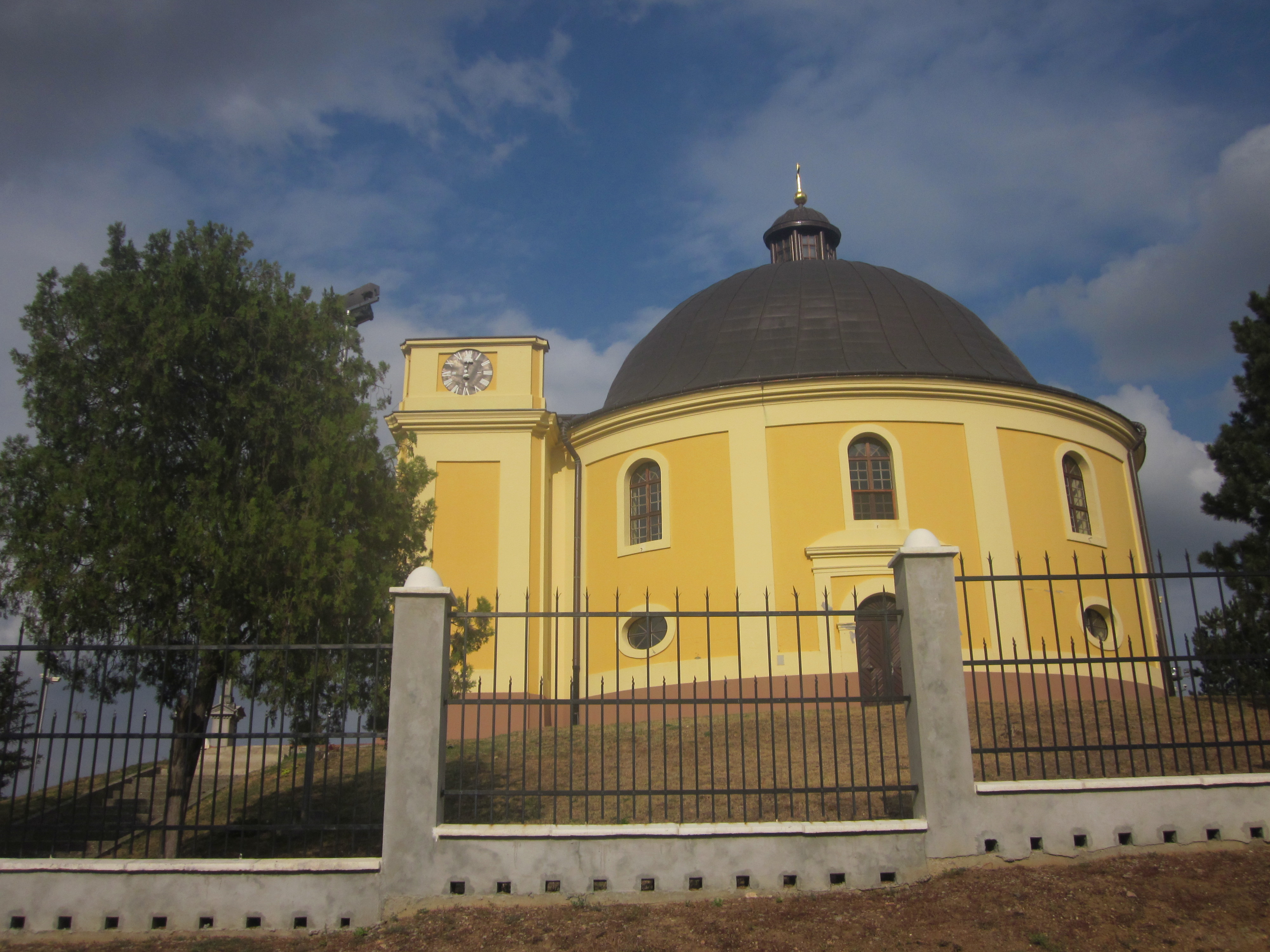
Kaplica Pokoju w Karłowicach w Serbii, w której negocjowano traktat

Traktat w Karłowicach – traktat pokojowy podpisany 26 stycznia 1699 w Karłowicach. Kończył on wojnę pomiędzy państwami Ligi Świętej, w skład której wchodziły Państwo Kościelne, Republika Wenecka, Austria (formalnie jako Święte Cesarstwo Rzymskie), Rzeczpospolita Obojga Narodów i Carstwo Rosyjskie a Imperium Osmańskim i jego lennikami, głównie Chanatem Krymskim.

## Geneza
Traktat zamykał wojnę rozpoczętą nieudaną wyprawą wezyra Kara Mustafy pod Wiedeń w 1683 (Rosja przystąpiła do tej wojny w 1686, czyli po traktacie Grzymułtowskiego i przystąpieniu do Ligi Świętej). Nieustanne, 16-letnie walki na froncie mierzącym niemal 4000 km (od Krety przez Albanię, środkowe Węgry, Karpaty, księstwa naddunajskie i granicę krymsko-rosyjską), klęski wojenne na morzu i lądzie oraz wyczerpanie wojenne zmusiło Turcję do podpisania pokoju. Ostatni wezyr z rodu Köprüplüch, Husejn, przyjął mediację Anglii i Holandii, zainteresowanych pacyfikacją wschodniej części Morza Śródziemnego. Strona polska podczas podpisywania traktatu otrzymała dary od Mustafy II.

## Postanowienia
Bilateralny układ pokojowy z Rzecząpospolitą został podpisany 22 listopada 1698 (12 grudnia albo 18 grudnia według innych źródeł) przez hrabię Stanisława Małachowskiego. Pomimo wcześniej przyjętej zasady dla wszystkich sygnatariuszy że nowe granice powstaną na zasadzie aktualnego stanu posiadania (uti possidetis), układ ten przekreślał to postanowienie dla Rzeczypospolitej. Małachowski wynegocjował bowiem powrót do granic z 1672 (status quo ante bellum) w zamian za zwrot polskich zdobyczy w Mołdawii. Traktat pokojowy podpisany 26 stycznia 1699 potwierdził ustalenia polsko-tureckie.
W ramach porozumienia polsko-tureckiego mającego obowiązywać przez kolejne 25 lat podpisano 11 artykułów z czego pierwsze 4 odnosiły się do kwestii terytorialnych:
- Artykuł 1 – Powrót do granic z 1672 roku, wskutek czego Rzeczpospolita odzyskała Podole z Kamieńcem i Ukrainę Prawobrzeżną zaś Imperium Osmańskie odzyskało Hospodarstwo Mołdawskie jako swoje lenno.
- Artykuł 2 – Wycofanie wojsk polskich z Mołdawii.
- Artykuł 3 – Wycofanie wojsk tureckich z twierdzy w Kamieńcu Podolskim do 15 maja, a następnie przekazanie jej Rzeczypospolitej, rezygnacja z roszczeń tureckich wobec Podola i Ukrainy Prawobrzeżnej, termin wycofania wojsk Rzeczypospolitej z Mołdawii ustalony na marzec.
- Artykuł 4 – Zakończenie najazdów na Rzeczpospolitą przez lenników Imperium Osmańskiego (Tatarów krymskich, budziackich oraz Mołdawian).
- Artykuł 5 – Deklaracja pokoju między obydwoma krajami i zrzeczenie się roszczeń wobec Rzeczypospolitej.
- Artykuł 6 – Deklaracja wyrzucenia Tatarów (budziackich i krymskich) z terenu Mołdawii.
- Artykuł 7 – Deklaracja nienaruszonego zachowania kościołów i praktyk przez mnichów rzymskokatolickich w Imperium i zezwolenie ambasadorowi Rzeczypospolitej na wnoszenie protestów w tych kwestiach.
- Artykuł 8 – Ustalenia dotyczące kupców z Rzeczypospolitej w tym nienakładanie ponadstandardowych opłat i zapewnienie im bezpieczeństwa.
- Artykuł 9 – Ustalenia co do zwolnienia pojmanych przez obie stron za okupem (dotyczy to zwłaszcza wziętych w jasyr). Wszyscy którzy zostaną wzięci do niewoli już po wejściu traktatu w życie będą wypuszczeni bez okupu. Deklaracja zapewnienia bezpieczeństwa osobom które będą podróżować w celu wykupu jeńców. Jeńcy przetrzymywani w więzieniach publicznych obu stron zostaną wymienieni.
- Artykuł 10 – Deklaracja nieprzyjmowania i wydalania uciekinierów i osób nieprzestrzegających prawa pochodzących z Mołdawii i Wołoszczyzny przez Rzeczpospolitą. Analogiczna deklaracja dotycząca obywateli z Rzeczypospolitej przez Imperium Osmańskie.
- Artykuł 11 – Potwierdzenie ustaleń dawnych traktatów które nie są w sprzeczności z nowych traktatem. Ustalenie terminu 30 dni po których traktat wejdzie w życie.
- W rezultacie tych ustaleń Rzeczpospolita nie musiała już płacić haraczu („upominków”) na rzecz Chanatu Krymskiego.

W stosunku do innych krajów Turcja zrzekła się:
- Chorwacji, Królestwa Węgier – bez Banatu i bez Księstwa Siedmiogrodu (które formalnie uzyskało niepodległość, lecz było zarządzane przez gubernatorów austriackich) na rzecz Monarchii Habsburgów,
- Dalmacji (bez Raguzy) oraz półwyspu Peloponez i niektórych wysp na Morzu Jońskim i Morzu Egejskim na rzecz Republiki Weneckiej
- oraz twierdzy-portu Azow nad Morzem Azowskim na rzecz Carstwa Rosyjskiego.

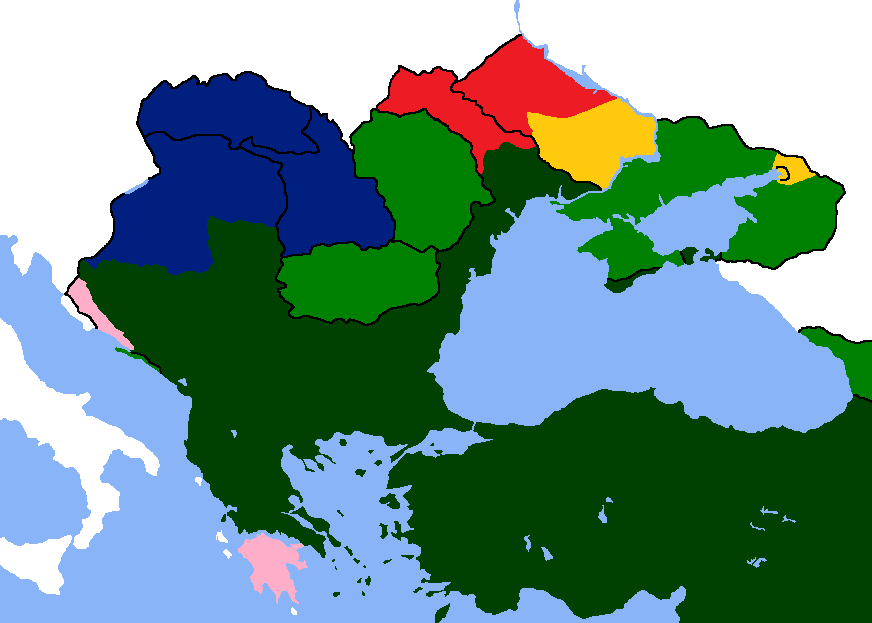
Zmiany terytorialne po pokoju: tereny o kolorze granatowym przekazane Monarchii Habsburgów, różowym – Republice Weneckiej, żółtym – Carstwu Rosyjskiemu, a czerwonym – Rzeczypospolitej. Kolorem zielonym oznaczone państwa zależne Imperium Osmańskiego

## Znaczenie
- Kończył 255 lat wojen polsko-tureckich.
- Wszelkie próby wznowienia łupieskich najazdów przez Krym spotykały się z energicznymi przeciwdziałaniami władz Stambułu.
- Węgierscy protestanci, którzy wzięli udział w wojnie po stronie tureckiej, otrzymali amnestię od cesarza Leopolda I. Nie dotyczyła ona Imre Thököly’ego.
- Traktat złamał potęgę turecką, budzącą niepokój w Europie od XV wieku. Miejsce problemu „Jak obronić się przed Turcją?” zajął „jak Turcję rozebrać z posiadłości i się nimi podzielić?”
- Zapoczątkował w XVIII wieku przyjazne stosunki Rzeczypospolitej z Imperium Osmańskim w obliczu wzrostu potęgi Monarchii Habsburgów i Imperium Rosyjskiego, jako wspólnych sąsiadów (zwłaszcza od poselstwa Stanisława Chomentowskiego z lat 1712-1714 i finalnego traktatu z 22 kwietnia 1714 roku, który ostatecznie zatwierdził dobrosąsiedzkie stosunki między Rzecząpospolitą a Turcją)[7].
- Turcja próbowała przekreślić postanowienia traktatu w Karłowicach działaniami wojennymi:
  - wojna rosyjsko-turecka (1710–1711) – Turcja odzyskała w traktacie pruckim Azow a Rosja zobowiązała się do zburzenia kilku twierdz (m.in. Taganrogu)
  - pośrednia ingerencja w wojnę domową w Rzeczypospolitej poprzez wspieranie stronników Stanisława Leszczyńskiego (lata 1710-1714) i naciski na zwrot Podola i Ukrainy[7]
  - VIII wojna wenecko-turecka (1714–1718) – Turcja odzyskała Peloponez, wyspę Egina, uzyskała wyspę Tinos (we władaniu weneckim 1390-1715). Wenecja zachowała Wyspy Jońskie z Kithirą, miasta Preweza i Arta w Epirze i drobne nabytki w Dalmacji (traktat w Požarevacu (1718))
  - VI wojna austriacko-turecka (1715–1718) – Turcja utraciła Banat, północną część Bośni i Serbię z Belgradem a Wołoszczyzna – Oltenię (Traktat w Požarevacu (1718))
  - wojna rosyjsko-turecka (1735–1739) – Turcja ponownie straciła Azow, Rosję pozbawiono prawa do budowy fortyfikacji i żeglugi na Morzu Czarnym (traktat w Niszu)
  - oraz VII wojna austriacko-turecka (1735–1739) – Turcja odzyskała północną część Bośni i Serbię z Belgradem a Hospodarstwo Wołoskie – Oltenię (traktat belgradzki (1739))
  - wojna rosyjsko-turecka (1768–1774) – Turcja musiała zagwarantować niepodległość Chanatu Krymskiego, który stał się zależny od Rosji i został przez nią anektowany w roku 1783. Oddała Rosji twierdze Azow, Kercz i Jenikale wraz z ziemiami między Dnieprem a Bohem, i Kabardię na Kaukazie. Rosja uzyskała prawo ochrony prawosławnych w Hospodarstwie Mołdawskim i Hospodarstwie Wołoskim, które pozostały pod zwierzchnictwem tureckim, a flota rosyjska uzyskała prawo przepływania przez cieśniny tureckie (traktat w Küczük Kajnardży).